# 양도 (동해)

양도(洋島)는 함경북도 화대군 사포리에 있는 동해의 3개 섬을 말한다. 양도의 2개 섬과 강후이도(江厚耳島)로 이루어져 있다.

## 지리
화대군 사포리의 뭍에서 남쪽으로 약 5km 떨어져 있다. 양도의 서도(길주양도)와 동도(명천양도)는 길이 110m, 폭 2m의 둑길로 이어져 있고, 강후이도는 동도에서 남동쪽으로 약 500m 떨어져 있다.
면적은 셋 중 가장 큰 섬인 양도(서도)가 0.42 km2이고, 강후이도가 0.184 km2이며, 동도는 강후이도와 면적이 엇비슷하다. 최고 높이는 양도가 67m, 강후이도가 114m이다.

## 역사
1945년 8월 15일 광복 당시 양도(서도)는 길주군 동해면에, 동도와 강후이도는 명천군 하가면에 각각 속해 있었고, 한국 전쟁 중인 1952년 2월 20일부터 정전 협정이 체결된 1953년 7월까지 대한민국 해병대가 주둔하였다.

## 같이 보기
- 초도 (서해)